# ルイス・エレラ・デ・ラ・フエンテ
ルイス・エレラ・デ・ラ・フエンテ（Luis Herrera de la Fuente, 1916年4月25日 - 2014年12月5日） は、メキシコの指揮者。

## 人物・来歴
メキシコシティの生まれ。8歳の時から地元の音楽院でマリア・オルヴェラ、モデスト・サンス、マリア・テレサ・エロルドゥイの各氏にピアノを学び、1930年からメキシコ国立自治大学でロドルフォ・アルフテルに作曲、カルロス・デル・カスティーヨにピアノ、ルイス・サロマにヴァイオリン、ダヴィッド・シルバに声楽を学んだ。
1945年からメキシコの放送大学のオーケストラを組織して指揮をするようになり、1948年からセルジュ・チェリビダッケやヘルマン・シェルヘンの下で指揮法を学んだ。
1951年にはベラス・アルテス室内管弦楽団を結成して指揮者を務め、1957年にマヌエル・ポンセ音楽協会の理事となった。
1958年から1972年までメキシコ国立交響楽団、1975年から1984年までハラッパ交響楽団、1995年から2005年までメキシコシティ・フィルハーモニー管弦楽団、2000年から2002年までハリスコ・フィルハーモニー管弦楽団の各首席指揮者のポストを歴任したほか、2002年にはベラクルス州にユース・オーケストラを作るなどの業績を残した。また、隣国のペルーや北米をはじめとする世界各地のオーケストラに客演している。
メキシコシティにて没。